# Basididyma perexigua
Basididyma perexigua är en svampart som beskrevs av Cif. 1962. Basididyma perexigua ingår i släktet Basididyma, divisionen sporsäcksvampar och riket svampar.   Inga underarter finns listade i Catalogue of Life.